# 삼석구역
삼석구역(三石區域)은 조선민주주의인민공화국 평양직할시의 19개 구역의 하나이다. 신석기, 청동기 시대의 무덤과 집터가 있는 남경유적과 호남리 사신 무덤, 내리 1호 고분과 같은 고구려 시대의 유적들이 있다. 인구는 2008년 기준으로 62,790명이다.

## 지리
대동강 북안의 평양시 북동쪽에 위치한다. 서쪽으로 룡성구역, 대성구역, 은정구역, 동쪽으로 강동군, 북쪽으로 평안남도 평성시와 접하고 남쪽으로 대동강을 사이에 두고 승호구역과 접한다.

## 역사
- 해방전 강동군 고천면, 원탄면 및 대동군 시족면 일대에 해당했다.
- 1959년 9월 - 평안남도 승호군과 강동군의 일부가 합병해 삼석구역이 신설되었다.

## 행정 구역
4동 7리로 구성된다.
- 성문 1동 (聖文 1洞)
- 성문 2동 (聖文 2洞)
- 문영동 (文榮洞)
- 장수원동 (長水院洞)
- 광덕리 (廣德里)
- 삼성리 (三成里)
- 도덕리 (道德里)
- 원흥리 (圓興里)
- 원신리 (元新里)
- 호남리 (湖南里)
- 삼석리 (三石里)